# كيرا ديفيس
كيرا ديفيس (بالإنجليزية: Kyra Davis)‏ (1950، سانتا كلارا في الولايات المتحدة)؛ روائية أمريكية.